# Hochreichkopf
Hochreichkopf är en bergstopp i Österrike. Den ligger i distriktet Imst och förbundslandet Tyrolen, i den västra delen av landet. Toppen på Hochreichkopf är 3 010 meter över havet, eller 387 meter över den omgivande terrängen.
Den högsta punkten i närheten är Vordere Sonnenwand, 3 156 meter över havet, sydost om Hochreichkopf.
Trakten runt Hochreichkopf består i huvudsak av kala bergstoppar och alpin tundra.